# Bankesia sepulchrella
Bankesia sepulchrella är en fjärilsart som beskrevs av Pierre Chrétien 1908. Bankesia sepulchrella ingår i släktet Bankesia och familjen säckspinnare. Inga underarter finns listade i Catalogue of Life.